# Deutsches Schauspielhaus
Het Deutsches Schauspielhaus is de belangrijkste schouwburg in de Duitse stad Hamburg en tevens de naam van een toonaangevend theatergezelschap, dat aan dit gebouw verbonden is. Het theater ligt aan de Kircherallee en de Kapellenstraße in het stadsdeel Hamburg-St. Georg, tegenover het station Hamburg Hauptbahnhof. Het gebouw in de stijl van de neobarok dateert uit 1900 en is een beschermd monument. Het Deutsches Schauspielhaus is met 1200 zitplaatsen het grootste podium voor toneel in Duitsland.

## Geschiedenis

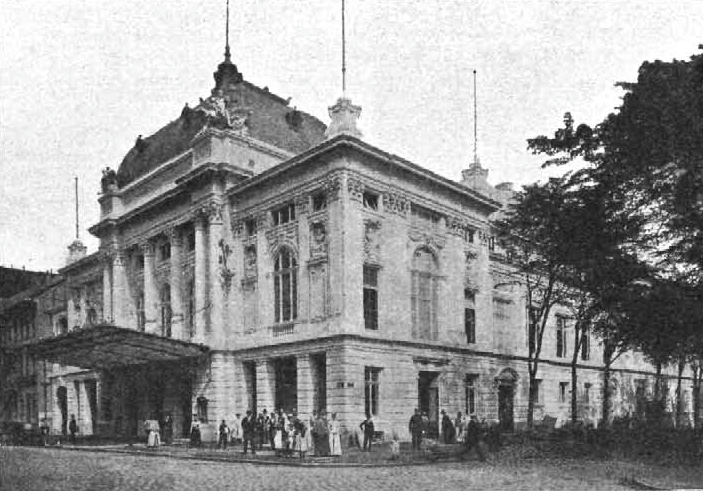
Het theater één jaar na de opening

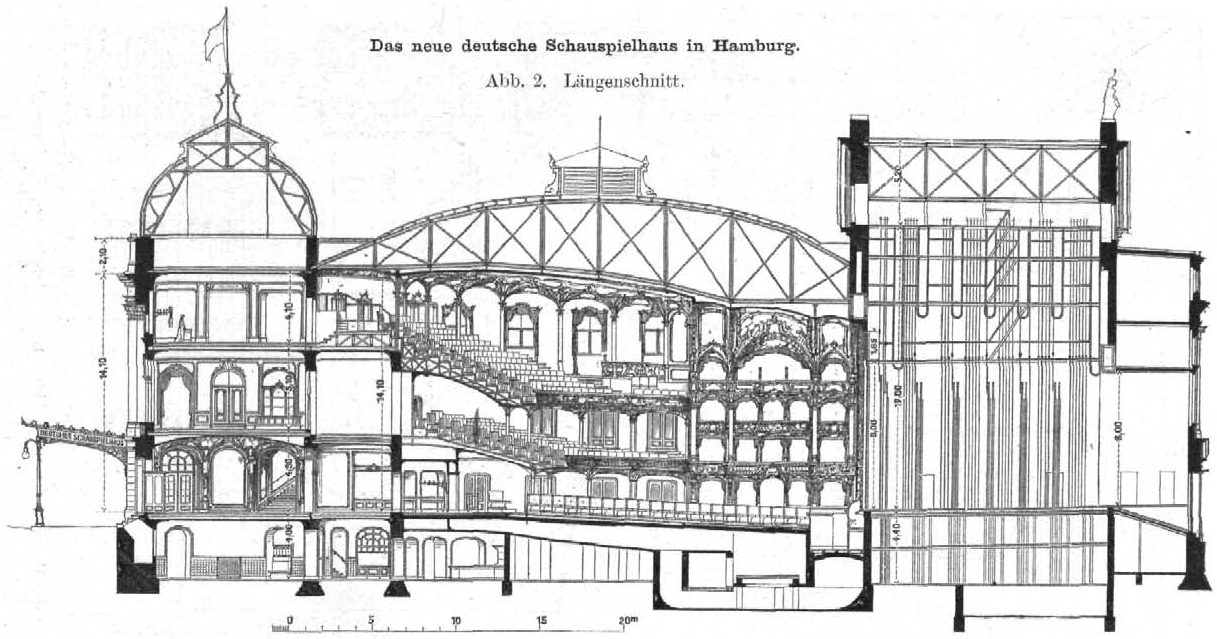
Doorsnede van het oorspronkelijke theater

### Bouwgeschiedenis
De havenstad Hamburg maakte na 1870 een snelle ontwikkeling door, die gepaard ging met een sterke bevolkingsaanwas en een snelgroeiende klasse van gegoede burgers. Daardoor ontstond de behoefte aan een representatief theater dat een aanvulling zou zijn op de twee bestaande schouwburgzalen, het Thalia Theater (voor toneel) en de voorloper van de Hamburgische Staatsoper (voor opera). Het nieuwe gebouw was een ontwerp van het rond 1900 in de Duitstalige wereld gerenommeerde Oostenrijkse bureau Fellner & Helmer, die tussen 1870 en 1910 47 theaters ontwierpen in heel Midden-Europa. De bouw begon in 1899 en op 15 september 1900 vond de opening plaats. Het ruim 1 miljoen mark kostende gebouw bood aanvankelijk plaats aan 1831 bezoekers.

### Vooroorlogse ontwikkeling
Het Deutsches Schauspielhaus behoorde in de eerste helft van de 20e eeuw niet tot de meest vernieuwende theaters in Duitsland. In de groeiende periode van radicalisering tijdens de Weimarrepubliek kwam het in 1929 in Hamburg tot een uitbarsting, toen de uitvoeringen van Ferdinand Bruckners toneelstuk Die Verbrecher keer op keer door aanhangers van de NSDAP werden verstoord, waarna het stuk van de speellijst werd verwijderd. In 1934 werd het theater genationaliseerd en daarmee van de financiële afgrond gered. Het theater, dat vanaf dat moment Staatliches Schauspielhaus genoemd werd, volgde daarna een nationaalsocialistische koers. Als een van de weinige theaters in Hamburg kwam het Schauspielhaus de oorlog redelijk ongeschonden door.

### Naoorlogse ontwikkeling
Van 1955 tot 1963 maakte het theater onder leiding van acteur-intendant Gustaf Gründgens een bloeiperiode door, waarbij voornamelijk Duitse toneelklassiekers te zien waren, gespeeld door de beste toneelspelers in Duitsland. Vanaf de jaren 1970 volgde het theater een nieuwe koers, waarbij veel moderne stukken van Engelstalige schrijvers voor het eerst in Hamburg te zien waren. Dat het publiek de theatermakers niet helemaal volgde, bleek in 1976, toen Peter Zadeks regie van Othello zorgde voor het grootste naoorlogse theaterschandaal in Hamburg. Begin jaren 1980 werd het theater verbouwd en min of meer in oorspronkelijke toestand teruggebracht. In deze periode speelde het huisgezelschap afwisselend in het Operettenhaus en een voormalige fabrieksloods.
In de jaren 1990 maakte het Schauspielhaus onder Frank Baumbauer een nieuwe bloeiperiode door, waarbij het door het toonaangevende theatertijdschrift Theater heute viermaal werd uitgeroepen tot "theater van het jaar". In het seizoen 2012-'13 vonden opnieuw ingrijpende werkzaamheden plaats, waarbij de zaal in gebruik kon blijven door een deel van de stoelen te verwijderen en een middenpodium te creëren. Ondanks de veel beperktere capaciteit wist het theater in dat seizoen 240.000 bezoekers te trekken.

### Intendanten
De volgende personen waren intendant (artistiek directeur) van het Deutsches Schauspielhaus:
- 1900–1910 Alfred von Berger
- 1910–1913 Carl Hagemann
- 1913–1918 Max Grube
- 1918–1926 Paul Eger
- 1926–1928 Ernst Ziegel
- 1928–1932 Hermann Röbbeling
- 1932–1945 Karl Wüstenhagen
- 1945–1946 Rudolf Külus (waarnemend)
- 1946–1948 Arthur Hellmer
- 1948–1955 Albert Lippert
- 1955–1963 Gustaf Gründgens
- 1963–1968 Oscar Fritz Schuh
- 1968 Egon Monk
- 1968–1969 Gerhard Hirsch (waarnemend)
- 1969–1970 Hans Lietzau
- 1970–1971 Rolf Liebermann (waarnemend)
- 1972–1979 Ivan Nagel
- 1979–1980 Günter König en Rolf Mares (waarnemend)
- 1980–1985 Niels-Peter Rudolph
- 1985–1989 Peter Zadek
- 1989–1991 Michael Bogdanov
- 1991–1993 Gerd Schlesselmann (waarnemend)
- 1993–2000 Frank Baumbauer
- 2000–2005 Tom Stromberg
- 2005–2010 Friedrich Schirmer
- 2010–2013 Jack F. Kurfess (waarnemend)
- sinds 2013 Karin Beier

## Het huidige gezelschap

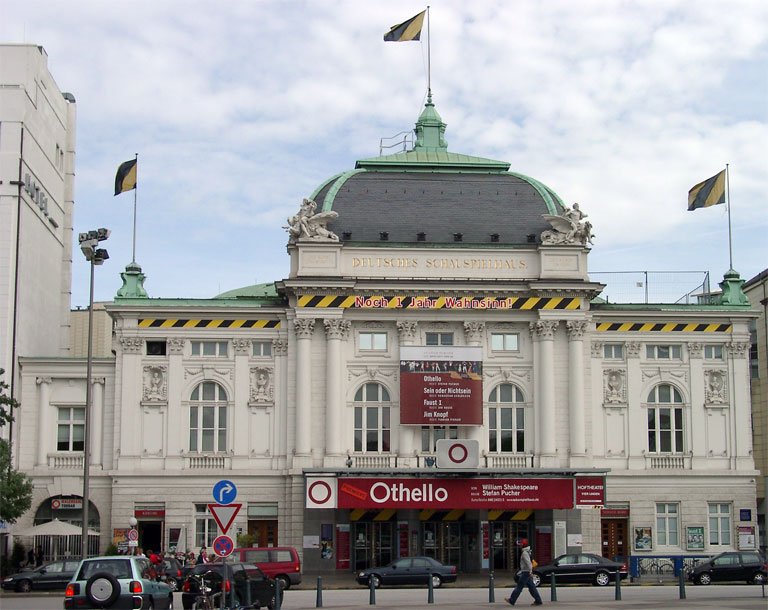
Aankondiging van Stefan Pucher's Othello

Het aan het Deutsches Schauspielhaus verbonden vaste ensemble behoort tot de grootste toneelgezelschappen van Duitsland. Sinds 2000 zijn in het theater een toenemend aantal buitenlandse theatermakers te zien, zoals Jan Lauwers, Ivo van Hove, Jossi Wieler en Jérôme Bel, naast vernieuwende Duitse regisseurs als Heiner Goebbels, Christoph Marthaler, René Pollesch, Jan Bosse, Stefan Pucher, Ingrid Lausund en Karin Henkel. In 2000 en 2005 werd het theater door enkele tientallen door het blad Theater heute gevraagde theatercritici gekozen tot 'Theater des Jahres'. Sinds 2013 staat het gezelschap onder leiding van Karin Beier, de eerste vrouwelijke intendant in meer dan honderd jaar.
Ook in Nederland is het Deutsches Schauspielhaus tegenwoordig een regelmatig terugkerende gast. In 1983 was het gezelschap in het kader van het Holland Festival te zien in de Rotterdamse Schouwburg met Goethes Der Gross-Coptha. In 1994 en 1995 was het gezelschap opnieuw in het kader van het Holland Festival te zien in de Westergasfabriek en de Stadsschouwburg Amsterdam (met Hochzeit van Elias Canetti). In laatstgenoemde schouwburg was het Schauspielhaus in het seizoen 2014-'15 driemaal te gast: eenmaal met een coproductie met de Münchner Kammerspiele en de Wiener Festwochen in een regie van Johan Simons (Die Neger van Jean Genet), en tweemaal met eigen producties geregisseerd door Katie Mitchell (Alles Weitere kennen Sie aus dem Kino, gebaseerd op Fenicische vrouwen, en Glückliche Tage van Samuel Beckett). In 2016 stond het gezelschap centraal in het festival Brandhaarden, eveneens in de Amsterdamse Stadsschouwburg. Daarbij waren een vijftal recente producties te zien, naast een uitgebreide randprogrammering.

## Beschrijving gebouw
Het Deutsches Schauspielhaus is een bijna vrijstaand gebouw op een rechthoekige plattegrond; de noordzijde grenst aan een hotel. De witgestucte façade aan de Kirchenallee telt drie etages, waarvan de middelste verreweg de belangrijkste (en hoogste) is. Deze is onderverdeeld in negen traveeën, van elkaar gescheiden door zuilen en pilasters met korinthische kapitelen. Het vooruitspringend middenrisaliet bestaat uit drie traveeën, elk met drie rondbogige ramen en daarboven kleine, rechthoekige vensters. De hoeken van de middenrisaliet worden gevormd door dubbele zuilen. De middenrisaliet wordt bekroond door een afgeplatte koepel met beeldhouwwerk op de hoeken. De twee vleugels aan weerszijden hiervan, elk met drie traveeën, hebben elk slechts een rondbogig venster geflankeerd door nissen waarin portretbustes zijn geplaatst.
De inrichting van het theater volgt de mode van het fin de siècle in de theaterarchitectuur, met monumentale trappartijen, rijk gedecoreerde gangen en foyers, en een grote zaal die een kopie is van het tien jaar eerder gebouwde Deutsches Volkstheater in Wenen. De zaal heeft twee balkons en aan elke zijde vijftien loges. Het interieur is door Oostenrijkse stukadoors voorzien van uitbundig sierstucwerk in barokstijl. De technische installaties werden in 1981-'84 en in 2012-'13 grotendeels vernieuwd, waarbij onder andere een nieuwe toneellift werd geïnstalleerd.

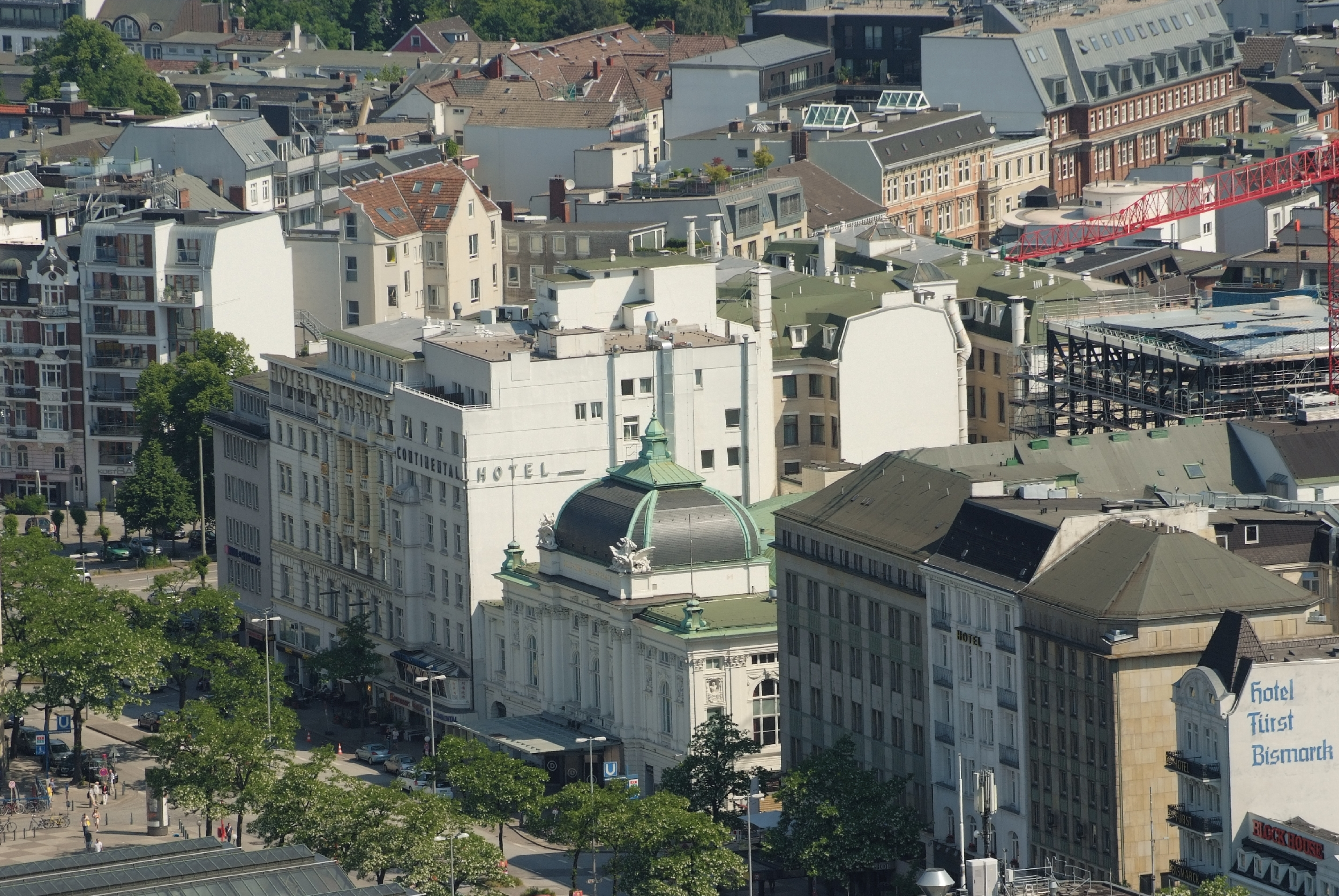
Overzicht theater
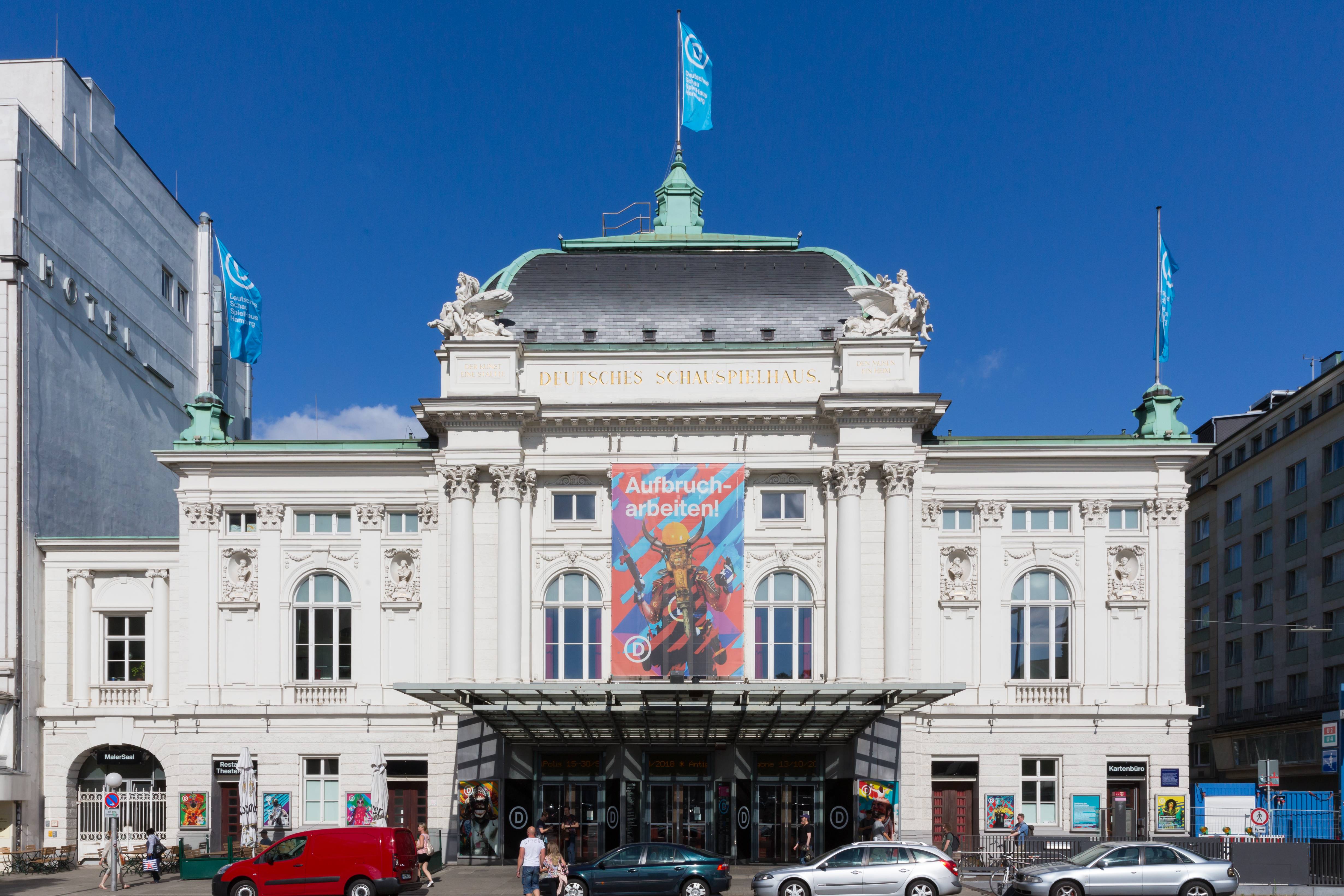
Façade Kirchenallee
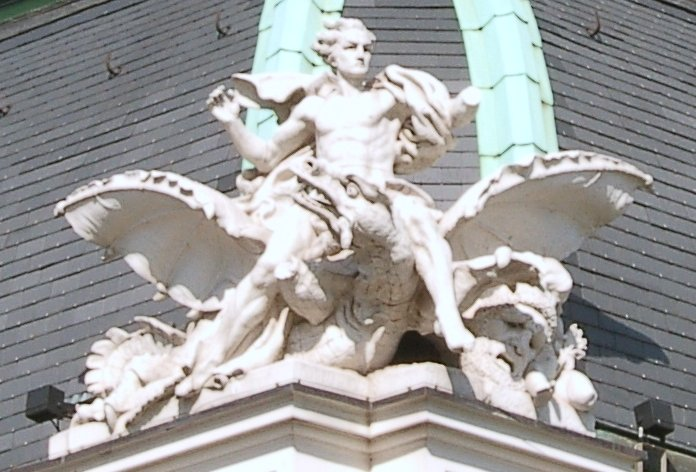
Gevelornament
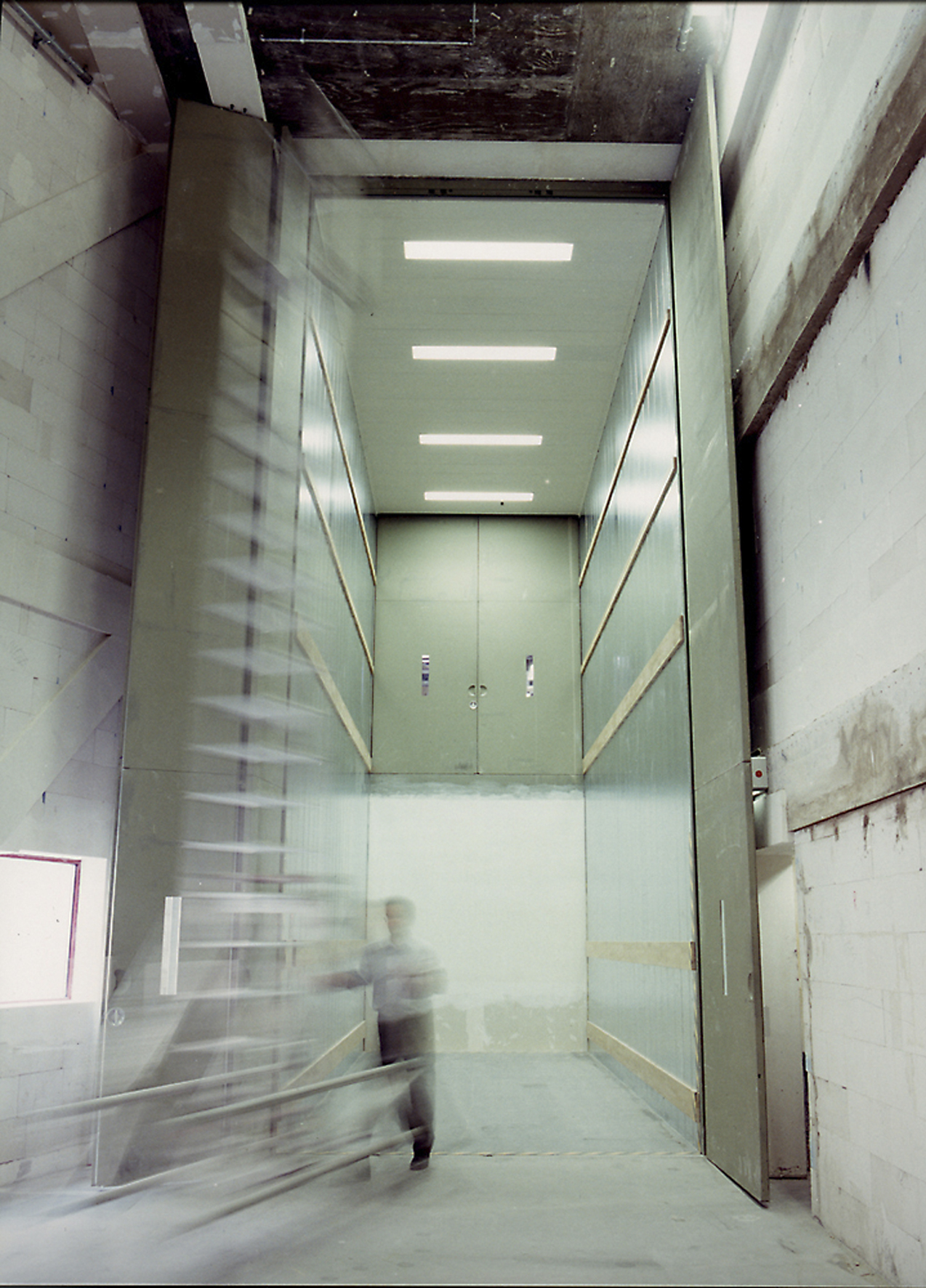
Toneellift